# Ветвинский, Алексей Дмитриевич
Алексей Дмитриевич Ветвинский родился в 1891 году в семье священнослужителей, православный. Получил образование в духовном училище, затем обучался в духовной семинарии. Личный дворянин. В чине подпоручика участвовал в Первой мировой войне. В рядах РККА с 1918 года.
Принимал участие в Гражданской войне, был начальником штаба 23-й стрелковой дивизии. Принимал участие в советско-польской войне. С 30 августа 1920 года по 20 сентября 1920 года исполнял обязанности начальника штаба 4-й армии РККА.
Причислен к Генеральному штабу с 1921 года. На 1935 год, был начальником кафедры Военной академии. Арестован в Москве во времена репрессий 7 февраля 1935 года, приговорён к лишению свободы на 5 лет. 10 мая 1939 года его судебное дело было пересмотрено и определён новый срок лишения свободы — 10 лет (ст.58-10 ч.1 УК РСФСР). Отбывал наказание в Воркутпечлаге НКВД. Умер в лагере 25 февраля 1944 года.